# Gerulf (starszy)
Gerulf (starszy) (zm. po 839) – frankijski hrabia we Fryzji w IX w.

## Życiorys
Gerulf był hrabią frankijskim w IX w. we Fryzji. Za jego czasów usadowili się w tym regionie Normanowie pod dowództwem Haralda, co wywołało gniew cesarza Ludwika I Pobożnego. W 839 cesarz odebrał mu nie tylko lenno fryzyjskie, ale także dobra rodowe, w związku z czym Gerulf przyłączył się do buntu synów Ludwika I i część dóbr odzyskał w 839. Pozostawał w bliskich związkach z opactwem Corvey i być może zmarł tam jako mnich. Był protoplastą Gerolfingów.
Wśród jego dzieci mieli znaleźć się hrabia Gerulf młodszy i arcybiskup Kolonii Gunthar oraz córka, która została matką biskupa Utrechtu Radboda.